# Kodansha USA
Kodansha USA Publishing je americké nakladatelství sídlící v New Yorku. Je dceřinou společností japonského nakladatelství Kódanša. Kodansha USA byla založena v červenci 2008 a vydává knihy, které souvisí s Japonskem, japonskou kulturou a mangou. Od roku 2009 je vydává pod obchodní značkou Kodansha Comics. Několik japonský mang Kódanšy je v angličtině publikováno právě touto obchodní značkou.
V roce 2020 Kódanša oznámila konsolidaci společností Kodansha Advanced Media a Vertical do Kodansha USA Publishing. Alvin Lu, bývalý generální manažer Kodansha Advanced Media, se stal prezidentem a CEO společnosti Kodansha USA Publishing.

## Kodansha Comics
Kodansha Comics je obchodní značkou společnosti Kodansha USA Publishing, která je odpovědná za lokalizaci a publikaci mang Kódanšy. Byla založenu roku 2009, a to na oslavu 100. výročí od založení Kódanšy. Prvotními tituly, vydanými pod touto značkou, byly Ghost in the Shell od Masamuneho Shirowi a Akira od Kacuhira Ótomi. Původně je v angličtině publikovalo nakladatelství Dark Horse Comics.
Kodansha Comics později získala pod svá křídla série mang, které byly původně distribuovány americkou společností Tokyopop, jejíž licenční smlouvy s Kódanšou vypršely. Kodansha Comics však nebyla v době svého založení jediným distributorem titulů Kódanšy. Část z nich publikovalo i nakladatelství Del Rey Manga, a to až do svého uzavření v roce 2010. Po uzavření Del Rey Mangy 4. října 2010 započala Kodansha Comics postupně vydávat některé z titulů Del Rey Mangy, přičemž nakladatelství Random House je distributorem obchodní značky.